# Ixodes kopsteini
Ixodes kopsteini är en fästingart som beskrevs av Oudemans 1926. Ixodes kopsteini ingår i släktet Ixodes och familjen hårda fästingar. Inga underarter finns listade i Catalogue of Life.